# Gleb Wataghin
Gleb Wataghin  (* 3. November 1899 in Birzula, Ukraine; † 10. Oktober 1986 in Turin) war ein ukrainisch-italienischer experimenteller Teilchenphysiker.
Wataghin kam aus einer wohlsituierten Familie (sein Vater war Ingenieur), ging in Kiew zur Schule und flüchtete in den Revolutionswirren aus Russland. Er war ab 1920 in Turin, wo er Physik und Mathematik studierte, mit dem Laurea-Abschluss in Physik 1922 und in Mathematik 1924. Wataghin gehörte zu einer Gruppe europäischer Physiker, die ab 1934 das Physik-Institut an der Universität Sao Paulo aufbauten. Dort unterrichtete er viele Physiker, die später zu den führenden des Landes gehörten (wie César Lattes, Jayme Tiomno, Oscar Sala, Mário Schenberg, Marcel Damy de Souza Santos). Ab 1939 war er Professor in Turin, was er bis 1970 blieb.
1940 wurde er Fellow der American Physical Society. 1951 erhielt er den Antonio-Feltrinelli-Preis. Ab 1960 war er Mitglied der Accademia dei Lincei.
1929 wurde er italienischer Staatsbürger.